# Симон фон Щернберг
Симон фон Щернберг (на немски: Simon von Sternberg; също Simon comes de Sterneberg, Symon de Sterenberch; * ок. 1330; † 25 януари 1389, Валдек) от фамилията на графете на Щернберг, e като Симон II княжески епископ на Падерборн (1380 – 1389).

## Произход и духовна кариера
Той е син на граф Хайнрих IV (III) фон Щернберг (ок. 1310 – 1346) и съпругата му Хедвиг фон Дипхолц, дъщеря на Рудолф III фон Дипхолц и Юта фон Олденбург. Брат е на граф Хайнрих V (IV) фон Щернберг († сл. 1385) и на Аделхайд, абатиса на Фишбек (1373 – 1387). По майчина линия е роднина на Балдуин фон Щайнфурт, епископ на Падерборн (1341 – 1361).
Симон става духовник в Бремен и ок. 1370 г. в Падерборн. През 1380 г. той отива в Рим и папа Урбан VI (1378 – 1389) му обещава княжеското епископство Падерборн. На (27 май) 1380 г. в Рим той е помазан за епископ на Падерборн и на 15 юли Кьолнският архиепископ го въвежда в катедралата на Падерборн.
Симон II получава на 16 юли 1381 г. допълнително службата маршал на Херцогство Вестфалия. По време на обсадата на замък Бробек (в Нойдорф) от грабливите рицари Симон е ранен от стрела и умира на 25 януари 1389 г. във Валдек. Вероятно е погребан в катедралата на Падреборн.